# De Steen Der Wijzen
De Steen der Wijzen (ook wel Magic Stone) is een computerspel dat werd ontwikkeld door de Nederlander John Vanderaart van het Nederlandse softwarehuis Radarsoft. Het spel werd uitgebracht in 1984 voor de Commodore 64. Het spel is een grafische tekstadventure in het Nederlands waarbij de hoofdpersoon met simpele opdrachten via het toetsenbord bestuurd kan worden. Het spel werd ook in Engeland en Duitsland uitgegeven. De Engelse naam van het spel was Magic Stone.